# Liam Clancy
 (septembre 2021).
Si vous disposez d'ouvrages ou d'articles de référence ou si vous connaissez des sites web de qualité traitant du thème abordé ici, merci de compléter l'article en donnant les références utiles à sa vérifiabilité et en les liant à la section « Notes et références ».
William « Liam » Clancy, né le 2 septembre 1935 et mort le 4 décembre 2009, d'une fibrose pulmonaire, est un chanteur folk irlandais et acteur originaire de Carrick-on-Suir, dans le comté de Tipperary.

## Biographie
Il est le plus jeune et le dernier membre survivant du groupe folklorique influent, les Clancy Brothers, considérés comme les premières pop stars irlandaises.
Ils ont enregistré 55 albums, dont le produit de la vente représente plusieurs millions de dollars. Ils ont joué à guichets fermés dans des lieux prestigieux tels que le Carnegie Hall et le Royal Albert Hall.
Liam est généralement considéré comme le plus puissant chanteur du groupe. Bob Dylan le considérait comme le plus grand chanteur de ballades de tous les temps. Gay Byrne le décrit comme l'un des « quatre Irlandais les plus célèbres du monde », à l'apogée de la renommée des Clancy Brothers.
Il est une figure centrale du renouveau folk des années 1960 des deux côtés de l’Atlantique. En 1976, en tant que membre du duo Makem et Clancy, il remporte le premier succès en Irlande avec la chanson anti-guerre And the Band Played Waltzing Matilda (écrite par l'Australien d'origine écossaise Eric Bogle).